# Eagles Greatest Hits, Vol. 2
Eagles Greatest Hits, Vol. 2 je drugi kompilacijski album ameriške glasbene skupine Eagles. Album vsebuje večino skupininih kitov, ki niso izšli na albumu Their Greatest Hits (1971–1975), vključno s skladbo »Hotel California«. Eagles Greatest Hits, Vol. 2 je izšel 13. novembra 1982, v času, ko je skupina že prekinila z delovanjem. Istega leta sta Don Henley in Glenn Frey izdala lastna solo albuma.
Kompilacija vsebuje 8 skladb z albumov Hotel California in The Long Run, skladbo »After the Thrill Is Gone«, ki je izšla na albumu One of These Nights ter single »Seven Bridges Road«, ki je sicer izšel na albumu Eagles Live. V ZDA je bilo prodanih več kot 11 milijonov izvodov tega albuma.

## Seznam skladb
| Stran 1 | Stran 1                                                  | Stran 1          | Stran 1 |
| Št.     | Naslov                                                   | Album            | Dolžina |
| ------- | -------------------------------------------------------- | ---------------- | ------- |
| 1.      | „Hotel California‟ (Don Felder/Don Henley/Glenn Frey)    | Hotel California | 6:29    |
| 2.      | „Heartache Tonight‟ (Henley/Frey/Bob Seger/J.D. Souther) | The Long Run     | 4:25    |
| 3.      | „Seven Bridges Road‟ (Steve Young)                       | Eagles Live      | 2:58    |
| 4.      | „Victim of Love‟ (Felder/Henley/Frey/Souther)            | Hotel California | 4:10    |
| 5.      | „The Sad Café‟ (Henley/Frey/Joe Walsh/Souther)           | The Long Run     | 5:32    |

| Stran 2 | Stran 2                                                | Stran 2             | Stran 2 |
| Št.     | Naslov                                                 | Album               | Dolžina |
| ------- | ------------------------------------------------------ | ------------------- | ------- |
| 6.      | „Life in the Fast Lane‟ (Henley/Frey/Walsh)            | Hotel California    | 4:45    |
| 7.      | „I Can't Tell You Why‟ (Timothy B. Schmit/Henley/Frey) | The Long Run        | 4:54    |
| 8.      | „New Kid in Town‟ (Henley/Frey/Souther)                | Hotel California    | 5:04    |
| 9.      | „The Long Run‟ (Henley/Frey)                           | The Long Run        | 3:42    |
| 10.     | „After the Thrill Is Gone‟ (Henley/Frey)               | One of These Nights | 3:56    |

## Zasedba
Eagles
- Don Felder – vokali, kitare
- Glenn Frey – vokali, kitare, klaviature
- Don Henley – vokali, bobni
- Bernie Leadon – vokali, kitare (10)
- Randy Meisner – vokali, bas kitara (1, 4, 6, 8, 10)
- Timothy B. Schmit - vokali, bas kitara (2, 3, 5, 7, 9)
- Joe Walsh - vokali, kitare, klaviature (vse razen 10)